# In Life's Cycle
In Life's Cycle è un cortometraggio del 1910 diretto da David W. Griffith. Prodotto e distribuito dalla Biograph Company, il film - girato a Cuddebackville, New York - uscì nelle sale cinematografiche statunitensi il 15 settembre 1910.

## Produzione
Il film fu prodotto dalla Biograph Company. Venne girato a Cuddebackville, nel New Jersey.

## Distribuzione
Distribuito dalla Biograph Company, il film - un cortometraggio di una bobina - uscì nelle sale cinematografiche statunitensi il 15 settembre 1910. Copia della pellicola viene conservata negli archivi del Museum of Modern Art.